# Lijst van spelers van het Italiaanse voetbalelftal
Deze lijst van spelers van het Italiaans voetbalelftal geeft een overzicht van alle voetballers die minimaal vijftig interlands achter hun naam hebben staan voor Italië. Vetgedrukte spelers zijn in 2023 nog voor de nationale ploeg uitgekomen.

## Overzicht
- Bijgewerkt tot en met de EK-kwalificatieinterland tegen  Engeland op 17 oktober 2023

| Naam speler           | Interlands | Goals | Debuut     | Laatst     |
| --------------------- | ---------- | ----- | ---------- | ---------- |
| Gianluigi Buffon      | 176        | 0     | 29-10-1997 | 23-03-2018 |
| Fabio Cannavaro       | 136        | 2     | 22-01-1997 | 24-06-2010 |
| Paolo Maldini         | 126        | 7     | 31-03-1988 | 18-06-2002 |
| Leonardo Bonucci      | 121        | 8     | 03-03-2010 | 15-06-2023 |
| Giorgio Chiellini     | 117        | 8     | 17-11-2004 | 01-06-2022 |
| Daniele De Rossi      | 117        | 21    | 04-09-2004 | 10-11-2017 |
| Andrea Pirlo          | 116        | 13    | 07-09-2002 | 07-09-2015 |
| Dino Zoff             | 112        | 0     | 20-04-1968 | 29-05-1983 |
| Gianluca Zambrotta    | 98         | 2     | 10-02-1999 | 12-10-2010 |
| Giacinto Facchetti    | 94         | 3     | 27-03-1963 | 16-11-1977 |
| Alessandro Del Piero  | 91         | 27    | 25-03-1995 | 10-09-2008 |
| Franco Baresi         | 81         | 1     | 04-12-1982 | 07-09-1994 |
| Giuseppe Bergomi      | 81         | 6     | 14-04-1982 | 03-07-1998 |
| Marco Tardelli        | 81         | 6     | 07-04-1976 | 25-09-1985 |
| Demetrio Albertini    | 79         | 3     | 21-12-1991 | 27-03-2002 |
| Alessandro Nesta      | 78         | 0     | 05-10-1996 | 11-10-2006 |
| Gaetano Scirea        | 78         | 2     | 30-12-1975 | 17-06-1986 |
| Giancarlo Antognoni   | 73         | 7     | 20-11-1974 | 16-11-1983 |
| Andrea Barzagli       | 73         | 0     | 17-11-2004 | 13-11-2017 |
| Antonio Cabrini       | 73         | 9     | 02-06-1978 | 17-10-1987 |
| Gennaro Gattuso       | 73         | 1     | 23-02-2000 | 24-06-2010 |
| Claudio Gentile       | 71         | 1     | 19-04-1975 | 26-05-1984 |
| Sandro Mazzola        | 70         | 22    | 12-05-1963 | 23-06-1974 |
| Tarcisio Burgnich     | 66         | 2     | 10-11-1963 | 23-06-1974 |
| Riccardo Montolivo    | 66         | 2     | 17-10-2007 | 05-09-2017 |
| Francesco Graziani    | 64         | 23    | 19-04-1975 | 29-05-1983 |
| Franco Causio         | 63         | 6     | 29-04-1972 | 12-02-1983 |
| Roberto Donadoni      | 63         | 5     | 08-10-1986 | 19-06-1996 |
| Alessandro Altobelli  | 61         | 25    | 18-06-1980 | 22-06-1988 |
| Dino Baggio           | 60         | 7     | 21-12-1991 | 13-11-1999 |
| Gianni Rivera         | 60         | 14    | 13-05-1962 | 19-06-1974 |
| Umberto Caligaris     | 59         | 0     | 15-01-1922 | 11-02-1934 |
| Alessandro Costacurta | 59         | 2     | 13-11-1991 | 03-07-1998 |
| Gianluca Vialli       | 59         | 16    | 16-11-1985 | 19-12-1992 |
| Gianluigi Donnarumma  | 58         | 0     | 01-09-2016 | 17-10-2023 |
| Francesco Totti       | 58         | 9     | 10-10-1998 | 09-07-2006 |
| Walter Zenga          | 58         | 0     | 08-10-1986 | 04-06-1992 |
| Alberto Gilardino     | 57         | 19    | 04-09-2004 | 11-10-2013 |
| Ciro Immobile         | 57         | 17    | 05-03-2014 | 09-09-2023 |
| Filippo Inzaghi       | 57         | 25    | 08-06-1997 | 08-09-2007 |
| Christian Panucci     | 57         | 4     | 07-09-1994 | 22-06-2008 |
| Roberto Baggio        | 56         | 27    | 16-11-1988 | 28-04-2004 |
| Romeo Benetti         | 55         | 2     | 25-09-1971 | 21-06-1980 |
| Mauro Camoranesi      | 55         | 5     | 12-02-2003 | 20-06-2010 |
| Claudio Marchisio     | 55         | 5     | 12-08-2009 | 07-06-2017 |
| Marco Verratti        | 55         | 3     | 15-08-2012 | 18-06-2023 |
| Antonio Candreva      | 54         | 7     | 14-11-2009 | 27-03-2018 |
| Fernando De Napoli    | 54         | 1     | 11-05-1986 | 25-03-1992 |
| Lorenzo Insigne       | 54         | 10    | 11-09-2012 | 24-03-2022 |
| Giuseppe Meazza       | 53         | 33    | 09-02-1930 | 20-07-1939 |
| Virginio Rosetta      | 52         | 0     | 31-08-1920 | 27-05-1934 |
| Fulvio Collovati      | 50         | 3     | 24-02-1979 | 10-06-1986 |

FIGC · A-internationals · Selecties · Bondscoaches · Italiaans vrouwenelftal · Olympisch elftal · Italië U21 · Italië U20 · Italië U19 · Italië U18 · Italië U17 · Italië U16 · Vrouwen U17
1910 – 1919 ·
1920 – 1929 ·
1930 – 1939 ·
1940 – 1949 ·
1950 – 1959 ·
1960 – 1969 ·
1970 – 1979 ·
1980 – 1989 ·
1990 – 1999 ·
2000 – 2009 ·
2010 – 2019 ·
2020 − 2029
EK's: 1968 · 
1980 · 
1988 · 
1996 · 
2000 · 
2004 · 
2008 · 
2012 · 
2016 ·
2020 ·
2024
WK's: 1934 · 
1938 · 
1950 · 
1954 · 
1962 · 
1966 · 
1970 · 
1974 · 
1978 · 
1982 · 
1986 · 
1990 · 
1994 · 
1998 · 
2002 · 
2006 · 
2010 · 
2014
OS: 1912 · 
1920 · 
1924 · 
1928 · 
1936 · 
1948 · 
1952 · 
1960 · 
1984 · 
1988 · 
1992 · 
1996 · 
2000 · 
2004 · 
2008
1911 · 
1912 · 
1913 · 
1914 · 
1915 · 
1916 · 1917 · 1918 · 1919 · 
1920 · 
1921 · 
1922 · 
1923 · 
1924 · 
1925 · 
1926 · 
1927 · 
1928 · 
1929 · 
1930 · 
1931 · 
1932 · 
1933 · 
1934 · 
1935 · 
1936 · 
1937 · 
1938 · 
1939 · 
1940 · 
1941 · 
1942 · 
1943 · 1944 · 
1945 · 
1946 · 
1947 · 
1948 · 
1949 · 
1950 · 
1952 · 
1952 · 
1953 · 
1954 · 
1955 · 
1956 · 
1957 · 
1958 · 
1959 · 
1960 · 
1961 · 
1962 · 
1963 · 
1964 · 
1965 · 
1966 · 
1967 · 
1968 · 
1969 · 
1970 · 
1971 · 
1972 · 
1973 · 
1974 · 
1975 · 
1976 · 
1977 · 
1978 · 
1979 · 
1980 · 
1981 · 
1982 · 
1983 · 
1984 · 
1985 · 
1986 · 
1987 · 
1988 · 
1989 · 
1990 ·
1991 · 
1992 · 
1993 · 
1994 · 
1995 · 
1996 · 
1997 · 
1998 · 
1999 · 
2000 · 
2001 · 
2002 · 
2003 · 
2004 · 
2005 · 
2006 · 
2007 · 
2008 · 
2009 · 
2010 · 
2011 · 
2012 · 
2013 · 
2014 · 
2015 · 
2016 · 
2017 ·
2018 ·
2019 ·
2020 ·
2021 ·
2022 ·
2023 ·
2024
Albanië ·
Algerije ·
Argentinië ·
Armenië ·
Australië ·
Azerbeidzjan ·
België ·
Bosnië en Herzegovina ·
Brazilië ·
Bulgarije ·
Canada ·
Chili ·
China ·
Costa Rica ·
Cyprus ·
DDR ·
Denemarken ·
Duitsland ·
Ecuador ·
Egypte ·
Engeland ·
Estland ·
Faeröer ·
Finland ·
Frankrijk ·
Georgië ·
Ghana ·
Griekenland ·
Haïti ·
Hongarije ·
Ierland ·
IJsland ·
Israël ·
Ivoorkust ·
Japan ·
Joegoslavië ·
Kameroen ·
Kroatië ·
Liechtenstein · 
Litouwen ·
Luxemburg ·
Malta ·
Marokko ·
Mexico ·
Moldavië ·
Montenegro ·
Nederland ·
Nieuw-Zeeland ·
Nigeria ·
Noord-Ierland ·
Noord-Korea ·
Noord-Macedonië ·
Noorwegen ·
Oekraïne ·
Oostenrijk ·
Paraguay ·
Peru ·
Polen ·
Portugal ·
Roemenië ·
Rusland ·
San Marino ·
Saoedi-Arabië ·
Schotland ·
Servië ·
Servië en Montenegro ·
Slovenië ·
Slowakije ·
Sovjet-Unie ·
Spanje ·
Tsjechië ·
Tsjecho-Slowakije ·
Tunesië ·
Turkije ·
Uruguay ·
Venezuela ·
Verenigde Staten ·
Wales ·
Wit-Rusland ·
Zuid-Afrika ·
Zuid-Korea ·
Zweden ·
Zwitserland
Argentinië (1982) · 
Australië (2006) · 
België (2016) · 
België (2021) · 
Brazilië (1970) · 
Brazilië (1982) · 
Brazilië (1994) · 
Costa Rica (2014) · 
Duitsland (2006) · 
Duitsland (2012) · 
Engeland (2012) ·
Engeland (2014) ·
Engeland (2021) ·
Frankrijk (2000) · 
Frankrijk (2006) · 
Frankrijk (2008) · 
Ghana (2006) · 
Hongarije (1938) · 
Ierland (2012) · 
Joegoslavië (1968) · 
Kameroen (1982) · 
Kroatië (2012) · 
Nederland (2008) · 
Nieuw-Zeeland (2010) · 
Oekraïne (2006) · 
Oostenrijk (2021) · 
Paraguay (2010) · 
Peru (1982) · 
Polen (1982, 1) · 
Polen (1982, 2) · 
Roemenië (2008) · 
Spanje (2008) ·
Spanje (2012, 1) ·
Spanje (2012, 2) ·
Spanje (2016) ·
Spanje (2021) ·
Tsjechië (2006) · 
Turkije (2021) · 
Uruguay (2014) · 
Verenigde Staten (2006) · 
Wales (2021) · 
West-Duitsland (1982) · 
Zweden (2016) · 
Zwitserland (2021)